# NGC 7312
NGC 7312 (również PGC 69198 lub UGC 12083) – galaktyka spiralna z poprzeczką (SBb), znajdująca się w gwiazdozbiorze Pegaza. Odkrył ją Albert Marth 30 października 1863 roku.